# Phillips Exeter Academy Library

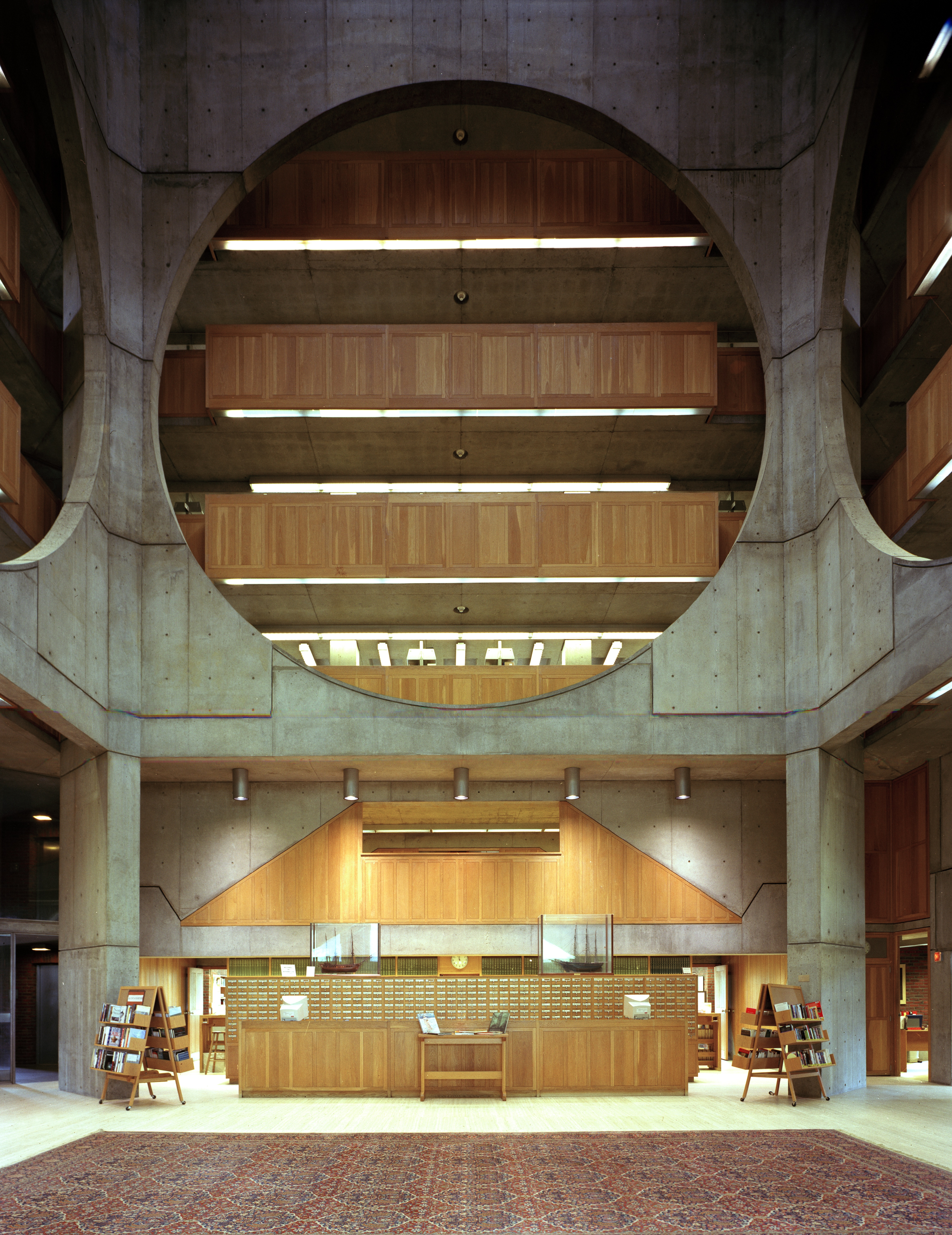
Phillips Exeter Academy Library (2011)

Die Phillips Exeter Academy Library ist eine neunstöckige Bibliothek in der Phillips Exeter Academy in Exeter, New Hampshire. Mit einem Bestand von 160.000 und einem Fassungsvermögen von 200.000 Medieneinheiten ist sie die größte Schulbibliothek der Welt. Nachdem die bisherige Bibliothek zu klein wurde, war von 1965 bis 1971 der US-amerikanische Architekt Louis I. Kahn mit einem modernen Neubau beauftragt, sie ist eine der letzten von Kahn fertiggestellten Gebäude.
1997 erhielt die Bibliothek den Twenty-five Year Award des American Institute of Architects (AIA). 2005 brachte der United States Postal Service eine Briefmarke in Umlauf, welche die Bibliothek als eine vom zwölf „Masterworks of Modern American Architecture“ auszeichnete. 2007 listete das AIA die Bibliothek auf Platz 80 der Liste „America's Favorite Architecture“.